# Connarus pickeringii
Connarus pickeringii är en tvåhjärtbladig växtart som beskrevs av Asa Gray. Connarus pickeringii ingår i släktet Connarus och familjen Connaraceae. Inga underarter finns listade i Catalogue of Life.